# Ophiomyia aquileigana
Ophiomyia aquileigana este o specie de muște din genul Ophiomyia, familia Agromyzidae, descrisă de Lundquist în anul 1947.
Este endemică în Sweden. Conform Catalogue of Life specia Ophiomyia aquileigana nu are subspecii cunoscute.